# ポーランド人に対するナチスの犯罪
ポーランド人に対するナチスの犯罪（ポーランドじんにたいするナチスのはんざい）では、第二次世界大戦において、ナチス・ドイツがポーランド人(ポーランド民族に属する人々)に対して行なった戦争犯罪と人道に対する罪を詳述する。

## 概説
300万人の非ユダヤ系ポーランド人が、第二次世界大戦の渦中で命を落とした。大半は民間人であった。彼らはナチス・ドイツ軍とソビエト連邦軍によって殺害された。
ポーランドに対する戦争はその当初から、アドルフ・ヒトラーがその著書「我が闘争」で書いた計画の成就を目的としていた。この計画の骨子は、東ヨーロッパ全域は大ドイツ、すなわちいわゆるドイツ人のレーベンスラウム(生存圏)の構成部分となるべきだということであった。アルメニア人虐殺を引用したヒトラーの演説で述べられたように、ドイツ軍は「無慈悲にかつ一切の憐憫の情を持たず、老少男女を問わずポーランド人全てに死をもたらす命令」によって行動したのである。

## インテリと聖職者に対するテロと犯罪
1939年のポーランド侵攻の際、親衛隊と警察部隊の特別行動部隊が戦線の後方に配置され、前もって作成された捜索リストに基づき、ドイツ人に対する抵抗の気勢を示したりあるいは抵抗すると疑われた民間人をその社会的地位によって逮捕殺害した。何万人もの裕福な地主、聖職者、公務員、教師、医師、歯科医師、ジャーナリストなどの知識層はポーランド人であるかユダヤ人であるかに関わらず大量虐殺行為によって殺害されたか、刑務所や強制収容所に送られた。民族ドイツ人(Volksdeutshe)から構成されたドイツ陸軍部隊や自衛団もまた、民間人の処刑に加わった。多くの場合、ドイツ部隊に対する攻撃やドイツ人に対する殺害行為にコミュニティ全体が連帯責任を負わされ、その復讐行為として処刑が行われた。例えば、タンネンベルク作戦では2万人以上の知識層が殺害された。
ヴァルテラント帝国大管区のローマ・カトリック教会は他のどこよりも抑圧された。教会は計画的に閉鎖され、司祭たちは殺害されるか、拘留されるか、総督府へ追放されるかした。神学校や修道院は閉鎖され、修道士や尼僧は迫害された。1939年から1945年までの期間、ポーランド全体で3千人のポーランド人聖職者が殺害されたと推定される。他に1,992人が強制収容所で死亡し、そのうち787人がダッハウ強制収容所で命を落とした。
伊東孝之著『世界現代史27 ポーランド現代史』（山川出版社、1988年）によると、ポーランドは終戦までに、医師の45%、裁判官・弁護士の57%、教師の15%、大学教授の40%、高級技師の50%、初級・中級技師の30%、聖職者の18%を失ったとされている。

## 文化の大破壊と最終解決の準備
ポーランド文化を破壊するため、ドイツ人はポーランドの大学、学校、博物館、図書館、科学研究所を閉鎖した。ポーランドの国家的英雄の像が何百体も破壊された。教育を受けたポーランド人が今後現れて来ないようにするために、ドイツ当局はポーランド人の学校教育を児童教育の数年間だけに制限した。「この学校教育の目的は単に、500以下の数字を使った簡単な算術と、自分の名前を書くことと、ドイツ人に従うことは神から命令されたことなのだという教理を教えることだけであった。」と、ハインリヒ・ヒムラーは1940年の備忘録に記している。この備忘録の中でヒムラーは、全てのポーランド人を東方へ追放するのだと誓っている。他にこの備忘録では、全てのポーランド人を殺害するための用地をプリピャチ沼沢地に用意することが述べられている。ポーランド人を大量に強制移送しそのうち2千万人程度を奴隷的労働に就かせる計画が作成されていた。その全てがプリピャチ沼沢地を開墾する仕事をさせられる過程で死んでいくよう期待された。ポーランド人は中世初期の故地で絶滅すべきなのだとヒトラーが述べたことが記録されている。なお、近年の研究ではポーランド人も含めたスラヴ語派の人々の先祖の主な原郷はプリピャチ沼沢地ではないことが明らかとなっている（スラヴ人の「原郷」）。
ヴァルテラント帝国大管区におけるナチス・ドイツの目標は完全なゲルマン化であり、すなわちこの地域を政治的に、文化的に、社会的に、経済的にドイツ第三帝国に融合することであった。ポーランド語で教えていた小学校は全て閉鎖された。街路や都市の名前はドイツ風に変えられた。例えばウッチ市はリッツマンシュタット市となった。大企業から小さな商店まで何万ものポーランド企業が何の対価もなく接収された。公共の場所の看板には「ポーランド人とユダヤ人と犬はお断り」と書かれていた。

## 精神病患者の皆殺し
1939年7月、T4作戦と呼ばれた秘密計画が策定された。これは精神病患者を根絶することを目的としていた。ポーランド侵攻の期間には、T4作戦はポーランドにおけるナチス・ドイツ占領地域でも実行された。当初は以下の概要に沿って計画は実施された。
- ドイツの管理者が精神病院の監督権を奪う
- 病院を脱出しようとする患者は死刑とする
- 全ての患者を数え上げ、トラックに乗せて他の場所へ移送する

患者輸送の全てには親衛隊の特別部隊から派遣された武装した隊員が付き添い、数時間後には一人の患者も連れずにいずこからか戻ってきた。患者は他の病院に連れて行かれたのだと言われていたが、証拠によると実はみな殺されたのであった。
1939年9月22日、グダニスク地方のコツボロヴォにあった大きな精神病院でこの手の一連の作戦の最初の行動がとられた。患者と共に、副院長を含む6人の病院職員が銃殺隊によって殺された。1939年から1944年までの期間にコツボロヴォでは2,562人の患者が殺害された。1939年10月には同様の殺害がポズナニ近くのオフィンスカにあった病院でも行われ、子供を含む1,000人の患者が犠牲となった。銃殺隊によるほかに、他の手段による大量虐殺も行われた。オフィンスカ精神病院の患者はポズナニにあった要塞に移送され、第7掩蔽壕で約50人ずつ一酸化炭素で中毒死させられた。同精神病院の他の患者はトラックの荷台に乗せられ密閉されて、そこにトラックの排気ガスを送られて一酸化炭素中毒死させられた。1940年3月から8月にかけてウッチ近郊のコハヌヴェク精神病院でも同様の殺害手段が取られ、2,200人が命を落とした。これらはガス中毒による大量殺害の最初の「成功例」であり、この「技術」は後にポーランドやドイツの多くの精神病患者に対して適用されて完成し、1941年からは強制収容所の囚人に対して行われるようになった。
1939年から1945年までの期間にドイツによって占領されたポーランドで殺害された精神病患者の総数は1万6千人と見積もられており、その他に1万人の患者が満足な食物を与えられずに栄養失調で死亡した。それに加えて、戦前の「ポーランド精神医学会」のメンバー243人のうち100人が、患者と運命を共にした。

## 強制労働
1939年から1945年までの期間に少なくとも150万人のポーランド人市民がドイツ第三帝国に連れて行かれ、ほとんどの場合本人の意思に関わらず労働を強制された。多くは十代の少年少女であった。ドイツは西ヨーロッパからも人を連れてきて強制労働をさせたが、ポーランド人は他の東ヨーロッパ人同様（但しウクライナ人は彼らやロシア人よりは優秀とされていた）に劣等な存在とみなされ、厳しく差別的に取り扱われた。ポーランド人は紫の「P」の字が書かれた記章を服に縫い付けることを強要され、夜間の外出を禁止され、公共交通機関の利用も禁止された。工場や農場の労働者に対する扱いは雇い主によって異なっていたが、ポーランド人労働者は一般に西ヨーロッパ人よりも長時間低賃金で働かされ、多くの都市では有刺鉄線によって他から隔離されたバラックに住まわされた。仕事以外でドイツ人と交流することは禁止され、ドイツ人女性との性行為は「人種的汚染」とみなされて死刑の対象となった。戦争中は何千人ものポーランド人男性がドイツ人女性と性的関係を持ったことが理由で処刑された。

## 強制収容所
ドイツによって占領されたポーランドとドイツ国内における大規模な強制収容所システムの殆ど全ての収容所にポーランド人が収容された。ダンチヒ（グダニスク）の東にあったシュトゥットホーフ強制労働収容所は1939年9月2日から終戦まで存在していたが、処刑、重労働、厳しい生活環境によって2万人のポーランド人が死亡したと見積もられている。約10万人のポーランド人はルブリン強制収容所に送られ、そのうち何万人もの人々がそこで命を失った。ザクセンハウゼンでは2万人、グロース・ローゼンでは2万人、マウトハウゼンでは3万人、ノイエンガンメでは1万7千人、ダッハウでは1万人、ラーフェンスブリュックでは1万7千人のポーランド人が死亡したと推定される。加えて、何万人ものポーランド人が他の何千もの小規模な収容所で処刑された。その中にはウッチの子供用収容所と、その支所であったジェジャンの子供用収容所がある。他にはポーランド内外にあった刑務所や拘置所でもポーランド人が殺害された。

### アウシュヴィッツ
アウシュヴィッツは1940年6月14日に最初のポーランド人728人がタルヌフの刑務所から移送されてから後、主要なポーランド人強制収容所となった。1941年3月までに1万900人の囚人がこの収容所に登録されたが、その殆どはポーランド人(非ユダヤ系)だった。1941年9月には200人の病気の囚人(殆どがポーランド人)が、650人のソ連人捕虜と共に、アウシュヴィッツで最初に行われたガス殺実験で殺害された。1942年の初めには、アウシュヴィッツの囚人は様々な背景を持つ人々から構成されるようになった。ユダヤ人や、ドイツが占領したヨーロッパ各地から送られてきた「反逆者」がここに収容された。
ポーランドの学者でアウシュヴィッツ研究の第一人者であるフランチシェク・ピペル(en:Franciszek Piper)は、1940年から1945年までの期間に14万人から15万人のポーランド人(非ユダヤ系)がここに収容され、そのうち7万人から7万5千人が処刑、残酷な人体実験、飢餓、疾病によって命を落としたと推定している。

### ワルシャワ強制収容所
1943年から1944年の間、ワルシャワ強制収容所(Konzentrationslager Warschau)はワルシャワのポーランド人を殺害するための絶滅収容所として機能した。ポーランドの非ユダヤ系の人々はワパンカ(pl:Łapanka)という政策の対象となった。これに従って親衛隊、国防軍、警察が路上で民間人を検挙した。1942年から1944年にかけて、毎日平均で約400人がワパンカの犠牲となった。
ワルシャワ強制収容所が存在していた期間、推定20万人のポーランド人がそこで殺害された。殆どがワルシャワ市民だった。ある者は復讐としての公開処刑で銃殺されたが、殆どの者は秘密裏に毒ガスで殺された。以前から存在していた鉄道トンネルまでもがガス室として使用された。
共産主義時代のポーランドではワルシャワ絶滅収容所が存在していた事実は一般に対して秘密にされた。国内軍（略称AK）が1944年に主導してドイツに対して実行したワルシャワ蜂起の後はドイツの行為によってワルシャワ市民の間に多くの死者が出たが、そのときの犠牲者数をより多く見せかけるためであった。

## ワルシャワ蜂起におけるドイツの残虐行為
1944年のワルシャワ蜂起の際、ワルシャワを全滅させて「一つの湖」にしてしまえというヒトラーの命令に従って、ドイツはポーランド市民に対し数多くの残虐行為をはたらいた。もっともひどい例は市内のヴォラ地区で、1944年8月初めに何万人もの市民が計画的に検挙され、エーリヒ・フォン・デム・バッハ＝ツェレウスキーの総指揮下にあった親衛隊集団指揮官ハインツ・ラインファルトのグループ内で行動していた保安警察(Sipo)の別働隊や特別部隊によって処刑された。ヴォラ地区での集団処刑はヴォラの大虐殺とも呼ばれているが、この犠牲者にはこの地区の病院の患者や職員も含まれている。犠牲者の遺体はポーランド人から選別された人々で構成されたいわゆる焼却部隊のメンバーが集めて火葬にした。同じような大虐殺はシルドミェーシチェ地区(中央区)、旧市街地区、マリーモント地区、オホータ地区で行われた。オホータ地区では武装親衛隊カミンスキー旅団（RONA）のロシア人協力者によって市民の殺害、強姦、略奪が行われた。戦後に実施された死体発掘調査ではおよそ11,529トンもの人灰がこれらの地区から発見された。
1944年9月末まで、ポーランドのレジスタンス運動構成員はドイツ側に戦闘員とみなされず、一旦捕まると即決で処刑された。9月初めに旧市街が陥落するとそこの病院に収容されていた7千人の重傷者は処刑されるか生きたまま焼き殺された。医療従事者も巻き添えとなって殺された。後に同様の大虐殺がチェルニァークフ地区でも行われた。ポヴィーシレ地区とモコートゥフ地区が陥落するとそこで捕らえられた蜂起参加者の多くも絞首刑などで殺害された。
生き残った45万人の市民のうち、9万人は労働収容所へ送られ、6万人は絶滅収容所かその他の強制収容所へ移送された。ワルシャワ蜂起での大虐殺については鎮圧部隊の総指揮をとったバッハ＝ツェレウスキーも部隊の指揮官であったハインツ・ラインファルトも罪に問われなかった。

## 関連書籍
- 『私はホロコーストを見た 黙殺された世紀の証言　1939-43（上・下）』ヤン・カルスキ(en:Jan Karski)著、吉田恒雄訳、白水社、2012年9月（ISBN 978-4-560-08234-8 ISBN 978-4-560-08235-5）
- 『ショアーの歴史 ユダヤ民族排斥の計画と実行』ジョルジュ・ベンスサン著、白水社（文庫クセジュ）、2013年8月（ISBN 978-4-560-50982-1）